# Anna-Maria Kipphardt
Anna-Maria Kipphardt (ur. 12 października 1989 r. w Essen) – niemiecka wioślarka.

## Osiągnięcia
- Mistrzostwa Świata Juniorów – Pekin 2007 – czwórka bez sternika – 2. miejsce[1].
- Mistrzostwa Europy – Montemor-o-Velho 2010 – ósemka – 3. miejsce[1].